# Opetaia Foa'i
Opetaia Tavita Foa'i (Apia) is een Nieuw-Zeelands zanger van Samoaanse afkomst. Hij is de frontman van de Polynesische band Te Vaka. Als songwriter heeft hij liedjes geschreven voor de Disneyfilm Vaiana en Vaiana 2.

## Biografie
Foa'i werd geboren in het dorpje Alamagoto, onderdeel van de stad Apia, op Samoa als zoon van ouders die afkomstig waren uit Tokelau en Tuvalu. Op negenjarige leeftijd migreerde hij met zijn familie naar Nieuw-Zeeland. Als tiener was hij fan van Jimi Hendrix. In 1995 richtte hij de wereldmuziekband Te Vaka op. Hun debuutalbum Original contemporary Pacific music verscheen een jaar later.
In 2013 tekende Foa'i bij Walt Disney Pictures. Hij schreef muziek voor de animatiemusical Vaiana, in de Verenigde Staten uitgebracht als Moana. De film werd uitgebracht in 2016 en bracht zijn muziek onder de aandacht van een breder publiek. De soundtrack van de film won in 2018 een Billboard Music Award voor beste soundtrack.
Foa'i is getrouwd en vader van vier kinderen. Hij is woonachtig in Sydney in Australië.